# Owego (New York, város)
Owego város az Amerikai Egyesült Államok New York államában, Tioga megyében. Lakosainak száma 18 777 fő (2020. április 1.).

## Népesség
A település népességének változása:

| 2010 | 19 883 |
| 2020 | 18 777 |